# Hornsund (fiord)
Hornsund – duży fiord znajdujący się w południowo-zachodniej części wyspy Spitsbergen, w norweskim archipelagu Svalbard leżącym na Oceanie Arktycznym. Fiord stanowi część Parku Narodowego Południowego Spitsbergenu.

## Geografia
Fiord rozciąga się równoleżnikowo, z obu stron dochodzą do niego południkowo ułożone masywy górskie. Wznosi się nad nim Hornsundtind, najwyższa góra południowego Spitsbergenu (1431 m n.p.m.). Ma długość około 30 km, oddziela półwysep Sørkapp od głównej części Spitsbergenu. Otwiera się w kierunku Morza Grenlandzkiego, osiągając szerokość 12 km. W tej części brzegi są nizinne, porośnięte tundrą. Na klifach i piarżyskach znajdują się lęgowiska licznych ptaków morskich, z przewagą alczyków.
Hornsund ma długą linię brzegową, w której wyróżnić można wiele zatok i półwyspów. Powierzchnia fiordu powiększa się w tempie 1 km² rocznie, w związku z cofaniem się jęzorów lodowcowych wchodzących do fiordu. Recesja lodowców w Hornsundzie jest badana od 1900 roku. Istnieje przypuszczenie, że Sørkapp jest w rzeczywistości wyspą, a Hornsund cieśniną oddzielającą ją od Spitsbergenu, pokrytą we wschodniej części przez lodowiec, który w przyszłości może ulec stopieniu.
Przez trzy do siedmiu miesięcy w roku lód pokrywa zatoki wewnątrz fiordu. W sezonie zimowym zimny Prąd Sorkapski zanosi do niego także pak lodowy, rzadziej wieloletni lód.

## Obecność ludzi
W fiordzie znajdują się ślady działalności myśliwskiej i wielorybniczej sięgające XVII wieku, m.in. chaty, piece do wytapiania tłuszczu wielorybów i groby.
Nad Zatoką Białego Niedźwiedzia, stanowiącą część fiordu Hornsund, znajduje się Polska Stacja Polarna Hornsund, działająca od 1957 roku. Na Przylądku Wilczka (Wilczekodden) w 1982 roku polarnicy postawili dziesięciometrowy krzyż, po wprowadzeniu stanu wojennego w Polsce.